# Carne
Cet article possède un paronyme, voir Carnes.
Pour plus de détails, voir Fiche technique et Distribution.
Carne est un film français réalisé par Gaspar Noé en 1991.
Le film sera suivi par Seul contre tous.

## Synopsis
Un boucher chevalin de la région parisienne séduit une ouvrière bobineuse qui disparaît peu après la naissance de leur fille Cynthia. Le boucher élève seul son enfant qui passe ses journées devant la télévision.
Les années passent et le boucher continue à laver sa fille comme un bébé. Mais elle a grandi et il doit réprimer sa tentation de l'inceste. Le jour de ses premières règles, Cynthia panique et va retrouver son père à la boucherie. À la suite d'un malentendu, ce dernier croit qu'elle a été violée en chemin par un ouvrier arabe. Il se précipite sur le chantier voisin et poignarde un innocent. La victime s'en sortira, mais le boucher est emprisonné. Il doit vendre son commerce et son appartement. Cynthia est placée dans un foyer.
À sa sortie de prison, le boucher trouve du travail comme garçon de café et se met en ménage avec la patronne. Elle vend son affaire pour que le couple reparte à zéro, ailleurs.

## Fiche technique
- Réalisation : Gaspar Noé
- Scénario : Gaspar Noé
- Production : Les Cinémas de la Zone
- Image : Dominique Colin
- Son : Olivier Le Vacon
- Montage : Lucile Hadzihalilovic
- Durée : 40 minutes
- Genre : drame, thriller
- Interdit aux moins de 16 ans

## Distribution
- Lucile Hadzihalilovic : infirmière
- Blandine Lenoir : la fille du boucher
- Philippe Nahon : le boucher
- Frankie Pain : la maîtresse du boucher
- Hélène Testud : la bonne
- Marie Berto : La mère de Cynthia
- Michel Berto : L'avocat
- Salem Abdoune : Le boucher musulman

## Distinctions
- Festival de Cannes 1991 : Sélection Semaine de la Critique / Prix SACD du meilleur court métrage
- Festival du film d'Avignon 1991 : Prix Tournage
- Festival du court métrage de Clermont-Ferrand 1992 : Prix du meilleur acteur Philippe Nahon
- Fantasporto 1992 : Sélection officielle en compétition[1]

## Postérité
Dans l'épisode 4 de la saison 2 de la série américaine Sur écoute, Johnny Weeks raconte à Bubbles le début du synopsis de Carne.